# Messerschmitt P. 1101
Messerschmitt Me P.1101 har många likheter med tidiga jetstridsflygplan som MiG-15, den hann dock aldrig flyga för Tredje riket.
Messerschmitt Me P.1101 var ett revolutionerande enmotorigt jetdrivet stridsplan. Planet utvecklades i Tyskland under andra världskriget, men hann aldrig ut i produktion innan kriget tog slut. Det kopierades flitigt av segrarmakterna, och i USA fick det namnet Bell X-5, vilket var  en ogenerad kopia av det tyska planet och delvis tillverkad med delar man plundrat från Tyskland. I Sovjetunionen tillverkades MiG-15 som också den i stora delar var en direkt kopiering av ME P.1101. Även till Sverige letade sig ritningar av ME P.1101, hur detta gick till är dock oklart, men dessa låg till grund för SAAB:s flygande tunna, som tjänstgjorde med respekt ända in på sextiotalet, vilket säger ganska mycket om hur tekniskt avancerat det tyska ME P.1101 var för sin tid. Planet hade många för tiden häpnadsväckande tekniska lösningar, bland annat "vikbara" vingar vilket var en helt ny innovation som har vidareutvecklats och används än idag.